# 長谷川豊吉

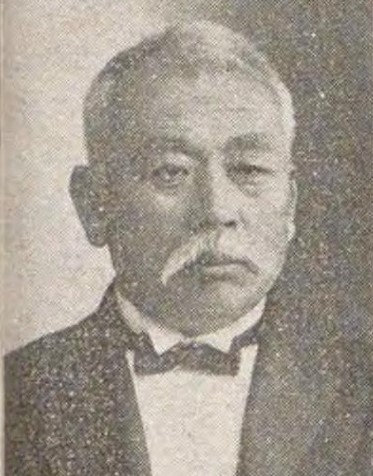
長谷川豊吉

長谷川 豊吉（はせがわ とよきち、1852年3月12日（嘉永5年2月22日）- 1923年（大正12年）9月1日）は、幕末の名主、明治から大正期の政治家、実業家。衆議院議員。

## 経歴
相模国足柄下郡曽我谷津村（現:神奈川県小田原市）で、名主・長谷川文右衛門の長男として生まれる。漢学を修める。自由民権運動に加わり自由党に属して活動した。戸長、学務委員、郡徴兵参事員、下曽我村長、同村会議員、神奈川県会議員、同常置委員、県徴兵参事員、学校組合会議員、水利組合会議員などを歴任。その他、小田原通商銀行監査役、小田原電気鉄道取締役、足利肥料 (株) 監査役などを務めた。
1902年8月、第7回衆議院議員総選挙において神奈川県郡部区で立憲政友会から出馬し当選。その後、第9回、第10回総選挙でも当選。1909年、日本製糖汚職事件で拘禁され、同年7月3日に、東京地方裁判所第二刑事部において重禁固10ヶ月の有罪の判決が言い渡され、衆議院議員を退職。その後、判決を不服として控訴、上告を行ったが、同年12月17日に大審院で判決が言い渡され、上告棄却となり、有罪が確定した。1912年5月、第11回総選挙に出馬して当選し議員に復帰。しかし衆議院議員選挙法違犯事件で禁錮の有罪判決を受け控訴したが、同年12月4日に控訴を取り下げて原判決が確定したため議員を退職した。これにより勲四等を褫奪された。
1923年9月1日、関東大震災で被災し死去した。